# Autostrada Sistiana-Rabuiese
Die Autostrada Sistiana-Rabuiese  ist eine italienische Autobahn im Nordosten des Landes, die Triest mit dem slowenischen Autobahnnetz verbindet. Sie ist 8 km lang und in ihrer gesamten Länge mautfrei. Sie ist in zwei kleine Teile unterteilt und hat als Solche keine eigene Nummer. Der erste Teil umfasst den Übergang des RA13 in die SS202, mit den ca. 3 km langen Carso Tunnel und wurde früher als NSA 344 bezeichnet. Der zweite Teil umfasst den Abschnitt zwischen der SS202 über Muggia zum Grenzübergang Rabuiese (Slowenien). Dieser verbindet Triest mit der slowenischen Hafenstadt Koper und hatte früher die inoffizielle Nummer NSA 326. Betrieben wird die Autobahn von der italienischen ANAS.
Außerdem ist die Autobahn Teil des Grande Viabilità Triestina (kurz: GVT), einen aus vierspurig ausgebauten Staatsstraßen und autobahnähnlichen Straßen bestehenden Außenring Triests. Gemeinsam mit dem RA13 und weiteren vierspurig ausgebauten Staatsstraßen ergibt sich eine Umfahrung der Stadt Triest.